# Oncideres poecila
Oncideres poecila là một loài bọ cánh cứng trong họ Cerambycidae.